# Grindelwald
Grindelwald egy község (Gemeinde) és település Svájc Bern kantonjában, Interlaken kerületben.
A település régóta közkedvelt téli üdülőhely, amely a kezdők, haladók és az Eiger-gleccser révén profik számára is kiváló síelési lehetőségeket kínál, de a szánkózás és a téli gyalogtúrák kedvelői is szívesen keresik fel. Ez a szokásos kiindulópontja az Eigerre és a Wetterhornra induló hegymászóknak. Napjainkban nyáron is közkedvelt a környék számos túraútvonalának köszönhetően.
Grindelwald Interlakenből a Berner Oberland-Bahnen vonataival közelíthető meg. A Wengernalpbahn fogaskerekű vasút Kleine Scheideggen keresztül Lauterbrunnennel köti össze.